# Jules Lagae

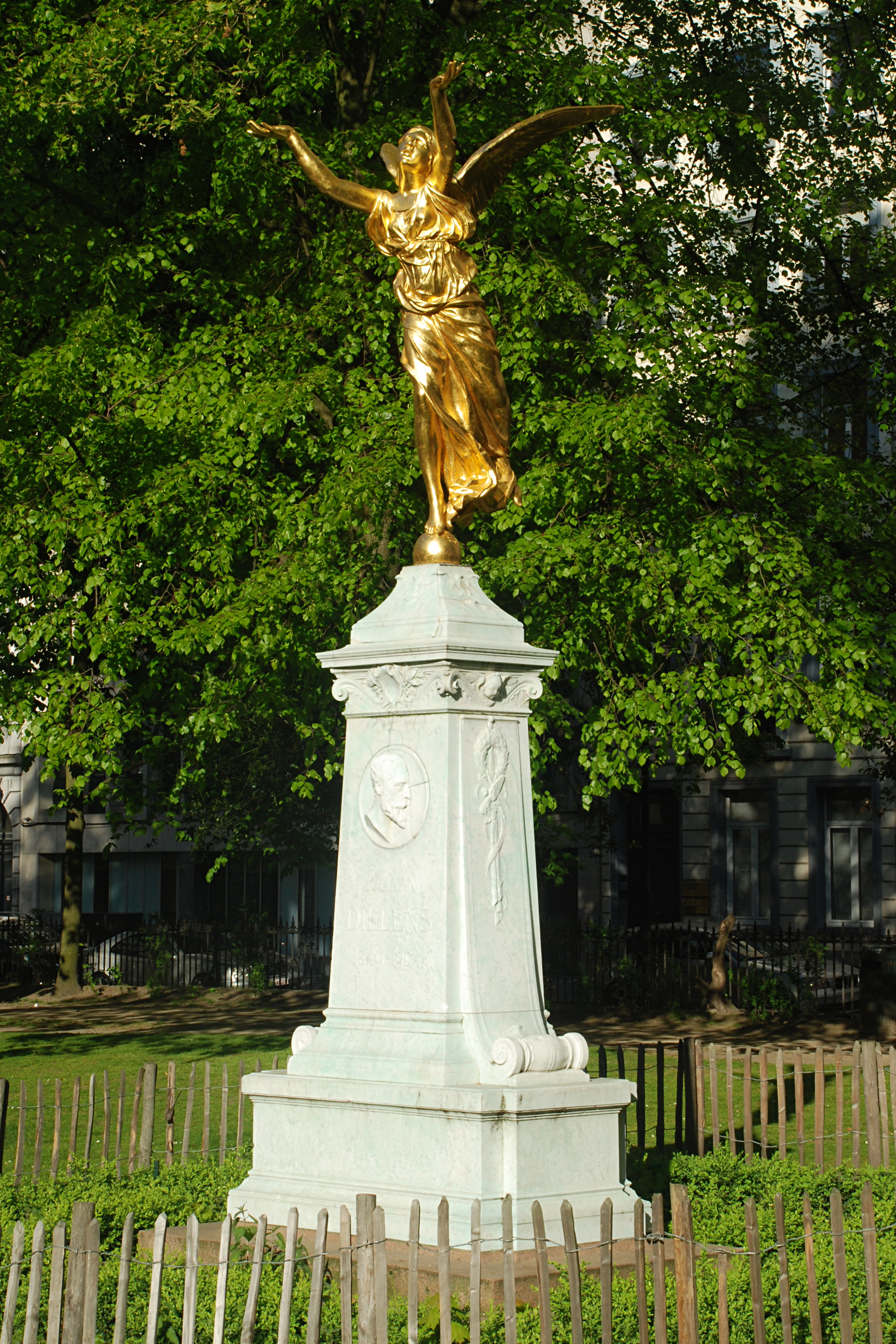
Monument voor Julien Dillens, Brussel

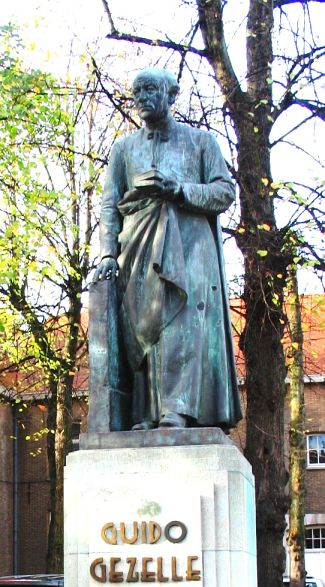
Guido Gezelle

Jules Lagae (Roeselare, 15 maart 1862 - Brugge, 2 juni 1931) was een Belgisch beeldhouwer. 

## Opleiding
Jules Lagae was de zoon van Raymond Lagae en Pelagie Vandendorpe. Het gezin had zes kinderen die de volwassen leeftijd bereikten en woonde in de Zwanestraat, een zijstraatje van de Ooststraat. Hij volgde les aan het Institut St-Michel op het Klein Seminarie. Hij kwam er onder meer in contact met Hugo Verriest. Hier lag ook de grondslag van zijn Vlaams bewustzijn. Zijn artistiek talent werd opgemerkt en vanaf zijn negende volgde hij ook les aan de Academie voor Teken- en Bouwkunde. Op zijn veertiende kwam hij in contact met beeldhouwer Clément Carbon. Lagae zou zich steeds meer als beeldhouwer ontwikkelen.
In 1879 ontving hij een eerste prijs voor zijn bas-reliëf ‘Horatius ontmoet zijn zuster Camille’. Zijn beeld ‘De jonge ruiter’ leverde hem een prestigieuze prijs op in het Salon te Brussel. Hierdoor ontving hij toelagen om zich in Brussel verder te bekwamen aan de Koninklijke Academie voor Schone Kunsten. Hij kreeg er les van verschillende meesters uit die tijd, zoals Jean-Joseph Jaquet en Charles Van der Stappen. Hij werkte bij Jef Lambeaux en Julien Dillens. Het was vooral Dillens die zijn grote leermeester zou worden. Van Dillens zou Lagae zijn zacht realisme overnemen. Hun stijl was niet overladen expressief, gedurfd of baanbrekend, maar vooral eerlijk, realistisch en rustig. Lagae belandde zo in de conservatieve kunstkringen en werd niet gespaard door de progressieve impressionistische kunstenaars die toen hun opgang maakten. Lagae zou in zijn stijl ook relatief weinig naakten beeldhouwen, hoewel dergelijke beelden toen heel populair waren.

## Grote Prijs van Rome
Lagae huwde in 1888 te Schaarbeek met de Franstalige Léonie Noulet. In dat jaar nam hij ook voor de derde maal deel aan de Grote Prijs van Rome, een eeuwenoude wedstrijd voor jonge kunstenaars waarbij de winnaar een studiebeurs kreeg om zich vier jaar in het buitenland te gaan bekwamen. Zijn werk uit de finale, ‘De zaaier van het goede graan’ leverde hem de eindoverwinning op. Hij werd in Roeselare feestelijk ontvangen en enkele dagen later kreeg hij nog een huldeblijk in de stad toen het praalgraf van Albrecht Rodenbach onthuld werd. Dat graf is ook van zijn hand.
De familie Lagae verblijft van 1889 tot 1892 in het buitenland, vooral in Italië. Tijdens zijn reis komt hij nog meer onder invloed van de classicistische realistische stijl. Hij maakt er enkele bekende werken zoals ‘Boetelingen’ dat in Gent staat en ‘De verlatene’. Dat beeld, of een kopie ervan, staat op het familiegraf van zijn zuster in Roeselare. Lagae maakte diverse soorten beeldhouwwerken, maar bekwaamde zich door zijn realisme onder meer in bustes en medaillons.

## Eerste monumenten
Een van zijn bekendste werken uit zijn vroege loopbaan is ongetwijfeld de buste van Guido Gezelle in opdracht van Verriest. Het is het enige kunstwerk dat Gezelle bij leven liet maken en het enige model voor alle bustes van Gezelle. Later zou Lagae ook het dodenmasker van Gezelle mogen afgieten. In 1896 brak hij helemaal door met de opdracht drie monumentale beeldhouwwerken te maken, een voor de Kruidentuin in Brussel, een standbeeld in Mechelen en vooral het Ledeganckmonument in Eeklo. In 1900 nam hij deel aan de wedstrijd voor het Guldensporenmonument in Kortrijk. Tot zijn teleurstelling werd hij pas tweede. Zijn beeld ‘Flandria’ zou in 1987 in Brugge buiten geplaatst worden op het Muntplein en heet nu ‘Maria van Boergondië’. In 1902 nam Jules Lagae deel aan de Große Berliner Kunstausstellung in Berlijn en won er een "kleine Goldmedaille". En in 1904 krijgt hij eveneens een gouden medaille voor de 4 beelden die tentoongesteld zijn in de Louisiana Purchase Exposition (St. Louis World's Fair).
Er volgden andere prestigieuze opdrachten zoals herdenkingsmonumenten in Péruwelz, Charleroi, Wijgmaal en Jette. In het begin van de 20ste eeuw was hij een van de kunstenaars die aan de Triomfboog in het Jubelpark te Brussel mocht werken. Samen met Vinçotte maakte hij het kroonstuk, het paardenspan met vrouwelijke menner. Het leverde hem nog opdrachten op in dé stad van Leopold II, Oostende.  In 1907 beeldhouwde hij de leeuwen bij de De Smet de Naeyerbrug in Oostende. En hetzelfde jaar nam hij deel met het beeld "Moeder en kind" aan de 7de Esposizione Internazionale d'Arte della Città di Venezia (tegenwoordig genaamd Biënnale van Venetië) en won de Grande Medaglia d'Oro per l'arte pura. 

## Argentinië

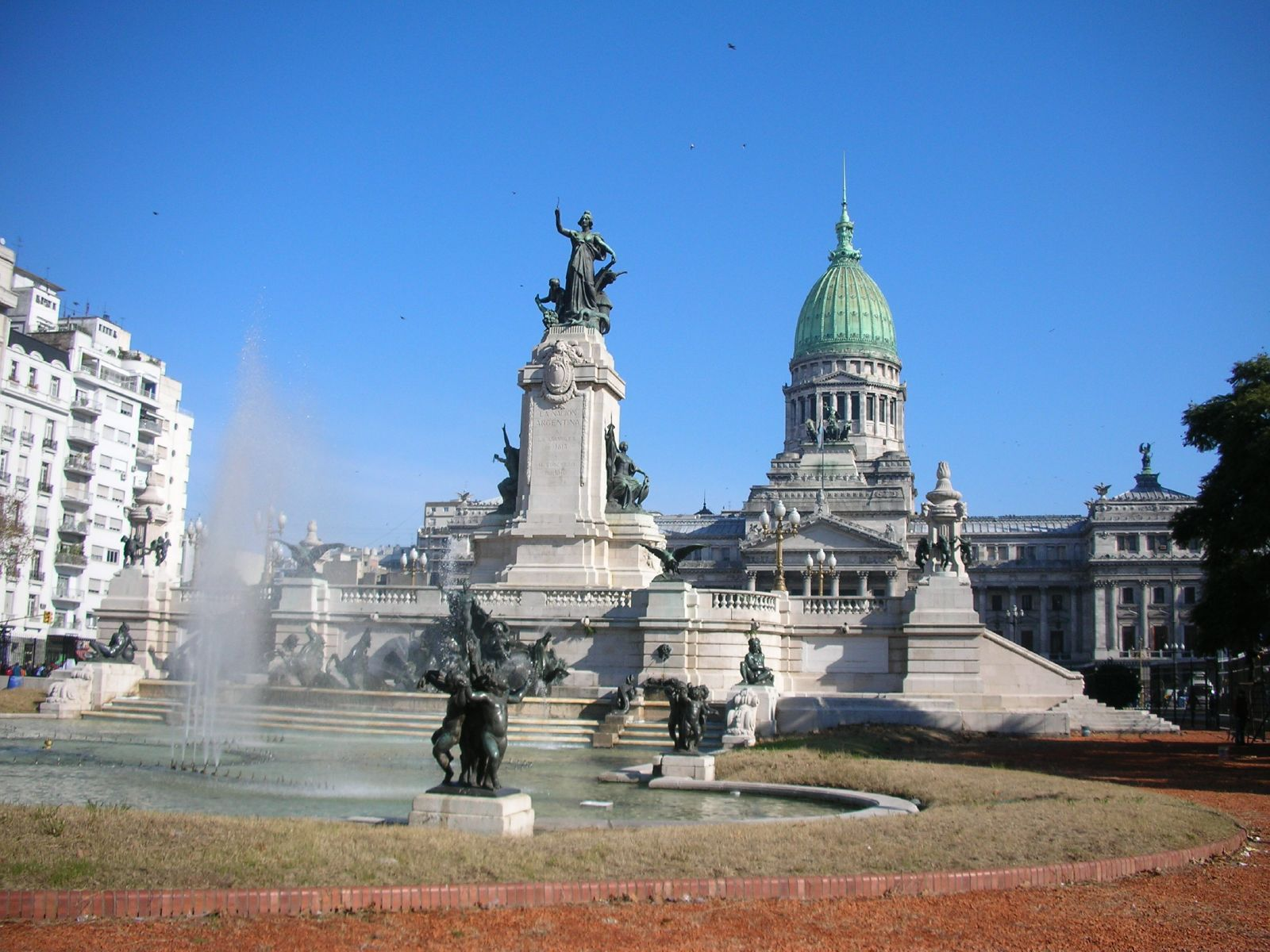
‘Monumento de los dos Congresos’, Buenos Aires

De tijd was rijp voor een wereldwijde doorbraak. Samen met architect Eugène D’Huicque nam hij deel aan een internationale wedstrijd voor een monumentaal gedenkteken in het Argentijnse Buenos Aires naar aanleiding van de honderdste verjaardag van de onafhankelijkheid van het land. Hoewel hij de wedstrijd niet won, werd zijn ontwerp toch uitgevoerd als het ‘Monumento de los dos Congresos’. Het heeft Lagae bijna naar de financiële afgrond geleid. Het monument werd niettemin in 1914 ingehuldigd en is nog steeds een van de blikvangers in deze stad.

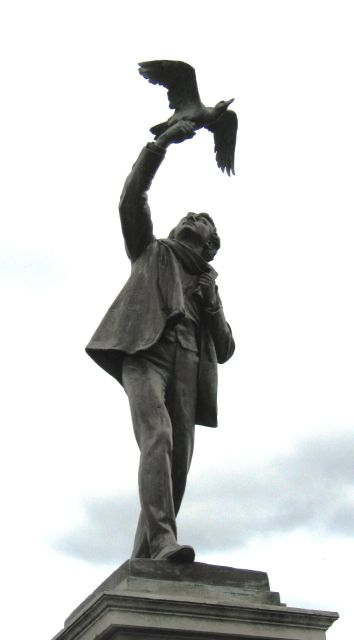
Standbeeld van Albrecht Rodenbach op het De Coninckplein te Roeselare

Lagae bleef in deze periode niet voortdurend in Argentinië aanwezig. Hij kreeg onder meer de opdracht het standbeeld van Albrecht Rodenbach in Roeselare te ontwerpen. Dat werd in 1909 ingehuldigd en is een van de weinige monumentale beelden van Lagae waar beweging in zit. Bekende bustes uit die tijd zijn ook die van prins Albert, Ferdinand Callebert en Hugo Verriest. De buste van Verriest werd pas in 1919 in marmer afgewerkt, enkele jaren vooraleer de Vlaamse voorman in 1922 overleed.
Tijdens de Eerste Wereldoorlog was Lagae, met August Vermeylen, Karel van de Woestijne, Herman Teirlinck en anderen lid van de Vlaamsche Studiekring te Brussel. In december 1918 ondertekende hij een manifest van deze kring dat gericht was aan de Belgische regering, voor de vernederlandsing van de Gentse universiteit, het onderwijs, het leger en het bestuur, "om op den voet van gelijk recht en gelijke vrijheid van ontwikkeling volgens eigen aard en taal, de eendracht onder de Vlamingen en Walen in stand te houden en te versterken tot groter macht van het ééne en ondeelbare Belgie".

## Na de Eerste Wereldoorlog
De Eerste Wereldoorlog tekende Lagae. Zijn oudste zoon sneuvelde kort voor de wapenstilstand in 1918. Lagaes schoondochter die naar Frankrijk gevlucht was, pleegde er zelfmoord en liet een zoon achter. Lagae zou na de oorlog heel wat oorlogsgedenktekens ontwerpen waarbij het verlies van zijn zoon niet onbelangrijk was. Een van de bekendste is het monument dat de Belgische overheid in Le Havre liet plaatsen uit dank voor de opvang in die stad tijdens de oorlog. Hij maakte ook een monument voor de oud-leerlingen van het landbouwinstituut in Gembloers en voor de 4000 gesneuvelde kanonniers. Beide zijn een herinnering aan zijn zoon.
Er kwamen nog andere monumentale werken zoals bas-reliëfs voor het Belgisch paviljoen op de wereldtentoonstelling in Rio de Janeiro in 1922-’23. Voor Roeselare verzorgde hij nog het Heropbouwmonument aan de voet van het nieuwe belfort. Zijn zoon Jan stond model voor het gezicht van de engel Sint-Michiel. Het laatste grote werk van Lagae was het standbeeld van Guido Gezelle in Brugge. N.a.v. de honderdste geboortedag van Gezelle wou de stad Brugge een beeld van de dichter ten voeten uit. Hoewel er heel wat pleitbezorgers waren voor een expressionistisch-kubistisch model, was het toch Lagae die de wedstrijd voor het beeld won met zijn romantisch-realistisch model. Het beeld werd op 1 mei 1930 onthuld.
Jules Lagae overleed een jaar later in het Brugse Sint-Janshospitaal. Hij werd begraven in het familiegraf te Evere. Al in 1932 verscheen een eerste biografie van hem in het Frans en een jaar later organiseerde zijn weduwe een eerste retrospectieve met zijn werken. In 1962 werd n.a.v. zijn honderdste geboortedag een retrospectieve in Roeselare georganiseerd. Hij kreeg dat jaar ook een herdenkingsmonument op het Stationsplein vlak bij de straat die kort na zijn overlijden zijn naam kreeg. Het monument verdween bij wegenwerken in 2012.

## Bekende standbeelden
- Praalgraf Albrecht Rodenbach, 1888
- Karel Lodewijk Ledeganck, Eeklo, 1897
- Standbeeld van Pierre-Joseph Van Beneden, Mechelen, 1898
- De vier generaties in de Botanique in Brussel, circa 1898
- Borstbeeld van Guido Gezelle aan de Onze-Lieve-Vrouwekerk in Kortrijk (1903)
- Allegorische beelden van het voormalig postgebouw van Oostende (ca. 1904-1905), Oostende, Koninginnelaan
- Beeld van  Albrecht Rodenbach, Roeselare, 1909
- Beeld van Guido Gezelle, Brugge, 1930
- Karel van Lotharingen, Brussel, 1901
- Monument Léon Frédéric, Josaphat Park, Brussel
- Boetelingen in het citadelpark in Gent
- Monument aux martyrs (oorlogsmonument) in Charleroi
- Beeld van Maria van Bourgondië (Flandria Nostra), Muntplein in Brugge
- Beeld van Guido Gezelle, Klein Seminarie Roeselare
- Haut-reliëf met de afbeelding van Sint-Michiel, aan de voet van het belfort op de Grote Mark van Roeselare
- De Verlatene, stedelijk kerkhof Roeselare
- Ouders, stedelijk kerkhof Roeselare en stadhuis Roeselare

## Andere functies
- Lid van de artistieke vereniging l'Essor (1893)
- Stichtend lid van de Société Coopérative Artistique, Brussel (1894)
- Lid van de Koninklijke Maatschappij ter Aanmoediging van Schoone Kunsten, Gent (1904)
- Lid van de Koninklijke Academie voor Schone Kunsten van Brussel (1906 - Directeur in 1930)
- Lid van de Preußische Akademie der Künste, Berlijn (1906)
- Lid van de jury van de Belgische Prijs van Rome voor Beeldhouwkunst (1906)
- Lid van de artistieke vereniging Kunst van Heden, Antwerpen (1910)
- Corresponderend lid van de Académie royale des sciences, des lettres et des beaux-arts de Belgique (1911)
- Lid van de Commissie van het Musée Royal de Peinture et de Sculpture de Belgique (1911)
- Lid van de Académie royale des sciences, des lettres et des beaux-arts de Belgique (1912)
- Lid van de Koninklijke Commissie voor Monumenten en Landschappen (1912)
- Lid van de Jury van het standbeeld van Elisabeth van Hongarije, Budapest (1913)
- Lid van de Société royale d'archéologie de Bruxelles (1921)
- Lid van de Commission Provinciale des Beaux-Arts du Brabant (1922)
- Lid van de Corps Académique, Académie Royale d'Anvers (1923)
- Ondervoorzitter van de Société des Beaux-Arts de Bruxelles (1923)
- Lid van de jury van de wedstrijd voor de bouw van de IJzertoren (1925)

## Eretekens en onderscheidingen
- Ridder in de Leopoldsorde (1898)
- Officier de l'Instruction Publique (Frankrijk 1902)
- Officier in de Leopoldsorde (1911)
- Chevalier de la Légion d'Honneur (Frankrijk 1911)
- Cavaliere dell'Ordine della Corona d'Italia (Italië 1912)
- Officier de la Légion d'Honneur (Frankrijk 1913)
- Commandeur in de Leopoldsorde (1923)
- Commandeur de l'Ordre de l'Étoile Noire (Frankrijk 1924)